# Hemmesjö socken
Hemmesjö socken i Småland ingick i Konga härad i Värend och är sedan 1971 en del av Växjö kommun i Kronobergs län, från 2016 inom Hemmesjö-Tegnaby distrikt.
Socknens areal är 60,73 kvadratkilometer, varav land 55,71. År 1949 fanns här 800 invånare. Tätorten Åryd och sockenkyrkorna Hemmesjö gamla kyrka i Hemmesjö och Hemmesjö nya kyrka i Billa mellan Hemmesjö och Tegnaby ligger i socknen. 

## Administrativ historik
Hemmesjö socken har medeltida ursprung med en äldre kyrka från 1175.
1854 införlivade Hemmesjö församling Tegnaby församling och bildade Hemmesjö med Tegnaby församling som vid kommunreformen 1862 tog över socknens ansvar för de kyrkliga frågorna medan ansvaret för de borgerliga frågorna då överfördes till Hemmesjö landskommun.   Landskommunen inkorporerades 1941 i Tegnaby landskommun som 1952 uppgick i Östra Torsås landskommun som sedan 1971 uppgick i Växjö kommun. Församlingen uppgick 2014 i Hemmesjö-Furuby församling. 
1 januari 2016 inrättades distriktet Hemmesjö-Tegnaby, med samma omfattning som Hemmesjö med Tegnaby församling hade 1999/2000, och vari detta sockenområde ingår.
Socknen tillhört samma fögderier och domsagor som Konga härad. De indelta soldaterna tillhörde Smålands husarregemente, Vexio kompaniet, och Kronobergs regemente, Liv kompaniet.

## Geografi
Hemmesjös socken ligger nordväst om Årydsjön. Socknen består av skogstrakt med mossar och småsjöar som särskilt norrut är kuperad.

## Fornminnen
Rösen från bronsåldern finns vid Hemset, nordväst om kyrkan och vid Risinge. Järnåldersgravfält finns vid Billa, Hemset, Hemmesjö och  Risinge Torsagård.

## Namnet
Namnet (1481 Hemesög), taget från kyrkbyn, består av det utdöda mansnamnet Heme (fornsvenska *Hemir, en ija‑stam), och efterledet hög. Eftersom efterledet omtolkats från ‑hög till ‑sjö är namnet en urspåring.

### Fotnoter
1. 1 2 3 4  Svensk Uppslagsbok andra upplagan 1947–1955: Hemmesjö socken
2. ↑  Harlén, Hans; Harlén Eivy (2003). Sverige från A till Ö: geografisk-historisk uppslagsbok. Stockholm: Kommentus. Libris 9337075. ISBN 91-7345-139-8
3. ↑  ”Församlingar”. Statistiska centralbyrån. https://www.scb.se/hitta-statistik/regional-statistik-och-kartor/regionala-indelningar/forsamlingar/. Läst 30 december 2022.
4. ↑  Administrativ historik för Hemmesjö socken (Klicka på församlingsposten). Källa: Nationella arkivdatabasen, Riksarkivet.
5. 1 2  Sjögren, Otto (1931). Sverige geografisk beskrivning del 2 Östergötlands, Jönköpings, Kronobergs, Kalmar och Gotlands län. Stockholm: Wahlström & Widstrand. Libris 9939
6. ↑  Fornlämningar, Statens historiska museum: Hemmesjö socken
7. ↑  Fornminnesregistret, Riksantikvarieämbetet: Hemmesjö socken Fornminnen i socknen erhålls på kartan genom att skriva in sockennamn (utan "socken") i "Ange geografiskt område"
8. ↑  Nationalencyklopedin, Hemmesjö med Tegnaby. Hämtdatum 30 september 2017.